# Giovanni Rossi
Giovanni Rossi (Pisa, 11 de janeiro de 1856 – Pisa, 9 de janeiro de 1943)  foi um anarquista, engenheiro agrônomo, médico veterinário de profissão e escritor italiano.
Por influência dos socialistas libertários experimentalistas franceses (socialistas utópicos, no jargão marxista), escreveu uma série de livros sobre a criação de comunidades experimentais.
Foi membro da Associação Internacional dos Trabalhadores (AIT) de Pisa, fundou a Colônia Agrícola Experimental Cittadella em Cremona e ganhou notoriedade ao tentar implementar a Colônia experimental Cecília no ano de 1890, em território brasileiro, no município de Palmeira, estado do Paraná.

## Biografia
Nascido em uma família de profissionais liberais, filho de pai advogado e mãe de uma tradicional família de médicos da cidade de Pisa, desde cedo Rossi é educado por tutores para seguir as profissões preexistentes na família - medicina ou advocacia. Contrariando o desejo dos pais, escolhe estudar agronomia e veterinária na Escola Normal Superior de Agronomia, onde se diploma em cirurgia veterinária. Em seu período de graduação, tem contato com a literatura socialista antiautoritária e logo passa a militar no partido socialista clandestino de Montescudaio.

### Uma comuna socialista
Entre 1878 e 1891, sob o pseudônimo de Cardias, Giovanni Rossi publica uma série de cinco livros chamada Une commune socialiste (Uma comuna socialista), na qual a personagem principal é uma mulher chamada Cecilia. Nesse ensaio, o autor apresenta a história de uma comunidade libertária e coletivista, uma vila imaginada por meio da qual critica a religião, a propriedade privada e a família nuclear. Em novembro do mesmo ano, Rossi é preso por suas ideias antiestatais, sendo liberado somente em abril de 1879, quando o caso é arquivado.
Como os demais membros da Internacional, Rossi é perseguido pela repressão estatal italiana de sua época. Considerada marginal no contexto da política italiana de então, a proposta de Rossi vai ao encontro do projeto dos anarcossindicalistas. A proposta de Giovanni Rossi envereda para a possibilidade de resolução dos problemas sociais, do capitalismo e do estadismo - por meio do socialismo experimental cientificamente fundamentado, mais conhecido atualmente como comunalismo experimental.

### A Cittadella

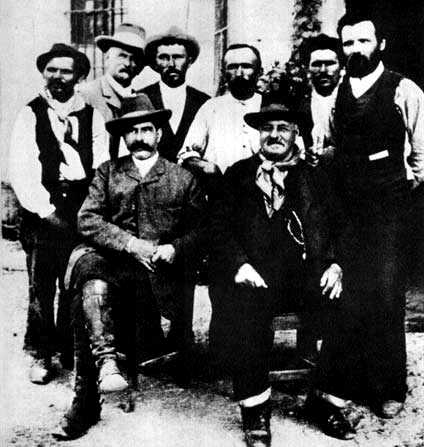
Giovanni Rossi (à direita), Giuseppe Mori e outros companheiros na Cittadella.

Após a prisão, muda-se para Brescia onde, alguns anos depois, em 1886, começa a publicar com Andrea Costa o jornal Lo Sperimentale (O Experimento), defendendo a criação de colônias cooperativas horizontais.
Sua primeira tentativa em constituir uma comuna experimental acontece em Lagoa Lombardo, em Cremona, onde, com o apoio do proprietário de uma pequena fazenda, adquire uma área na qual o solo será cultivado e as instalações erguidas. Em 11 de novembro 1887, é fundada a Association agricole coopérative de Cittadella (Associação agrícola cooperativa de Cittadella), que rapidamente atinge resultados surpreendentes na produção agrícola a ponto de, na Expo Paris de 1889, a "massa falida" da Cittadella - como eram chamados por seus críticos - receberem medalha de prata por seu êxito na qualidade e quantidade de seus produtos agrícolas.
Apesar dos excelentes resultados, Rossi não estava plenamente satisfeito com a "experiência", já que, apesar de ser verdade que a Cittadella era completamente autogestionada e que nela todo trabalho havia sido coletivizado e seus ganhos socializados, essas transformações no plano do trabalho não levaram a transformações nas relações pessoais, entre os trabalhadores. Nesse sentido, Rossi considerava que o experimento da Cittadella não lograra êxito no sentido de estabelecer meios de coexistência verdadeiramente libertários.
Abandonando o projecto, Rossi decide por uma nova experiência de outro lugar onde possa ser possível estabelecer um verdadeiro laboratório social, apresentando melhores condições de avaliação. Pouco a pouco, Rossi se volta para a possibilidade de mover seu experimento para a América e começa a procurar um local que pudesse oferecer maior possibilidade de êxito.

### Um imperador de além-mar

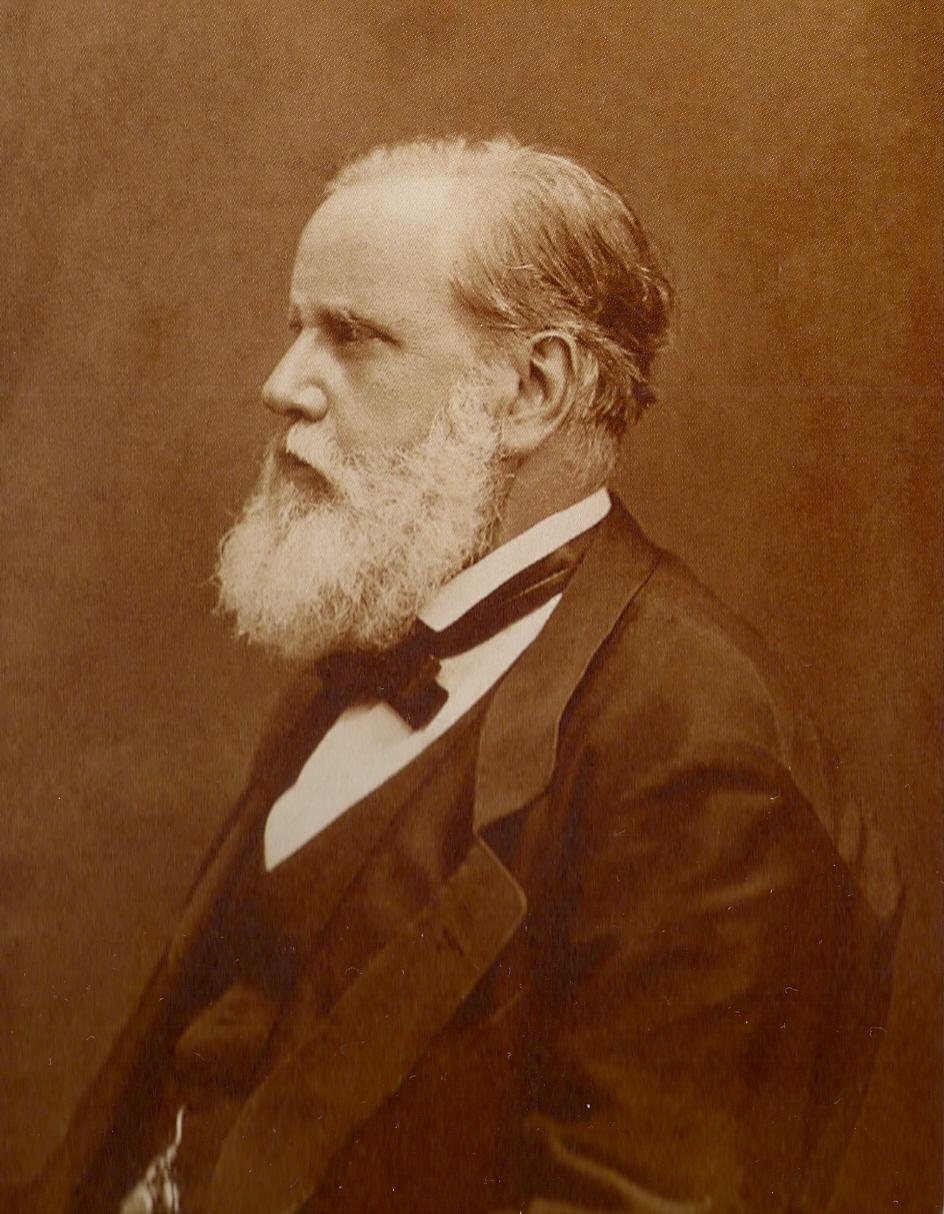
Pedro II do Brasil no ano de 1890.

Ironicamente, seria com o auxílio de um imperador que o anarquista Giovanni Rossi finalmente encontraria o espaço para estabelecer sua colônia. Em 29 de abril de 1888, o então imperador do Brasil, Pedro II, chega a Milão. Acometido de uma doença, Pedro II havia sido aconselhado por seus médicos a fazer seu tratamento na Europa. Conhecido por seu afã progressista, na cidade de Milão, inusitadamente Pedro II tem contato com o livro Il Commune in Riva al Mare, escrita por Giovanni Rossi. Essa obra imediatamente aviva seu interesse, tanto por seu humanismo quanto pela proposta de superação das desigualdades.
Na obra, Rossi descreve uma comuna libertária experimental em um país da América, onde individualismo e coletivismo encontram equilíbrio na liberdade de relações, amor livre, abolição da propriedade privada e ausência de hierarquias e dogmas. Retornando ao Brasil em agosto daquele mesmo ano, o imperador Pedro II escreve para Rossi, propondo-lhe que efetive sua colônia experimental na região meridional do Brasil, na província paranaense.
Descontente com as medidas imigratórias empreendidas nas últimas décadas e conhecido pelo seu alto senso inventivo e humanitário, próprio do iluminismo, Pedro II do Brasil demonstra curiosidade sobre os resultados da experiência de Rossi e seus resultados. A região escolhida próxima ao aldeamento de Palmeira, nas proximidades da serra geral, na Província do Paraná, era a mesma na qual anteriormente, em 1878 haviam sido levados mil sessenta e seis colonos russo-alemães que, após dois meses de sua chegada, financiada com os recursos do império, haviam desistido do colonato, com base na afirmação de que as terras eram imprestáveis para o cultivo. Por fim, os colonos exigiram a repatriação; que se deu por meio de barcos a vapor fretados, também pelo império, que os levaram de volta a Hamburgo.

### Ida para o Brasil e Colônia Cecília
Em 20 de fevereiro de 1890, Rossi parte do porto de Gênova, na Itália, com outros cinco libertários - Cattina e Achile Dondelli, Evangelista Benedetti, Lorenzo Arrighini e Giacomo Zanetti - em direção à cidade do Rio de Janeiro, no sudeste do Brasil. Contavam apenas com 2.500 libras para a viagem feita em um navio a vapor mercante adaptado para transporte de passageiros chamado Città di Roma.
Como quaisquer outros grupos de imigrantes, foram instalados no alojamento de imigrantes na Ilha das Flores, após aportarem no Brasil em 18 de março de 1890. Uma semana depois, viajaram para a província do Rio Grande do Sul, mais especificamente para a cidade de Porto Alegre. No entanto, não chegariam ao seu destino inicial. O navio Desterro em que haviam embarcado faria escalas nos portos de Santos e de Paranaguá, onde desembarcariam os fundadores da Colônia Cecília devido à violência das ondas e ao enjoo:
Nós devíamos ir a Porto Alegre, mas o mal do mar fazia sofrer tanto a dois dos nossos companheiros, que decidimos poupá-los de outros cinco ou seis dias de navegação e descer aqui, para fundar nossa colônia social em alguma parte do Paraná, onde sabíamos que encontraríamos um clima ameno e saudável.— Giovanni Rossi, citado por FELICI, p.14.
No Paraná, em menos de um ano, a população, atraída pela esperança de vida melhor para aqueles que tiveram de suportar na Itália, veio à contagem de cerca de 250 unidades. Por 4 anos, a colônia, chamada Cecilia em honra de uma imaginária musa libertária, sobreviveu sem qualquer instituição política ou religiosa, apesar das muitas dificuldades. Mas depois foi obrigada a ceder.
Um grupo de anarquistas deixa a Itália por iniciativa de Giovanni Rossi. Embarcam na cidade de Gênova, com destino a Palmeira, no estado brasileiro do Paraná, onde estabeleceram a Colônia Cecília.
Com uma população constituída em sua grande maioria por homens, a colônia experimental chegou a contar com quase 300 membros. Enquanto experimento anarquista de socialização horizontal e emancipação sexual, a colônia durou em torno de cinco anos, encontrando seu fim não somente devido a problemas materiais, mas também por dificuldades emocionais e sexuais (particularmente como conseqüência do número reduzido de mulheres).

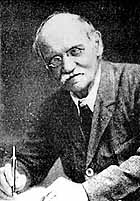
Giovanni Rossi na senioridade.

Na Colônia Cecília, uma estrutura chega a ser construída para dar lugar à escola libertária; no entanto, o esforço pela sobrevivência não permite seu funcionamento.
"Instrução, música, teatro, dança, ainda não foram possíveis. O trabalho produtivo tem nos absorvido inteiramente."— Trecho da carta de Giovanni Rossi em 1890
A colônia se dissolve em 1894, mas Rossi não retorna para a Itália, permanecendo no Brasil, primeiro em Taquari, depois em Rio dos Cedros como diretor de uma estação de pesquisa em agricultura. Sobre a região ele publica o livro Le Paranà au XXe siècle (O Paraná no Século XX).

### Retorno à Itália e morte
Em 1907, Rossi retorna à Itália, pesquisando problemas agriculturais, sendo empregado como veterinário e professor, continuando sua militância em favor das colônias cooperativas libertárias e defendendo a emancipação das mulheres. Com o começo da Segunda Guerra Mundial, Rossi, aposentado, vive um período de reclusão e morre com a idade de 87 anos.

## Legado

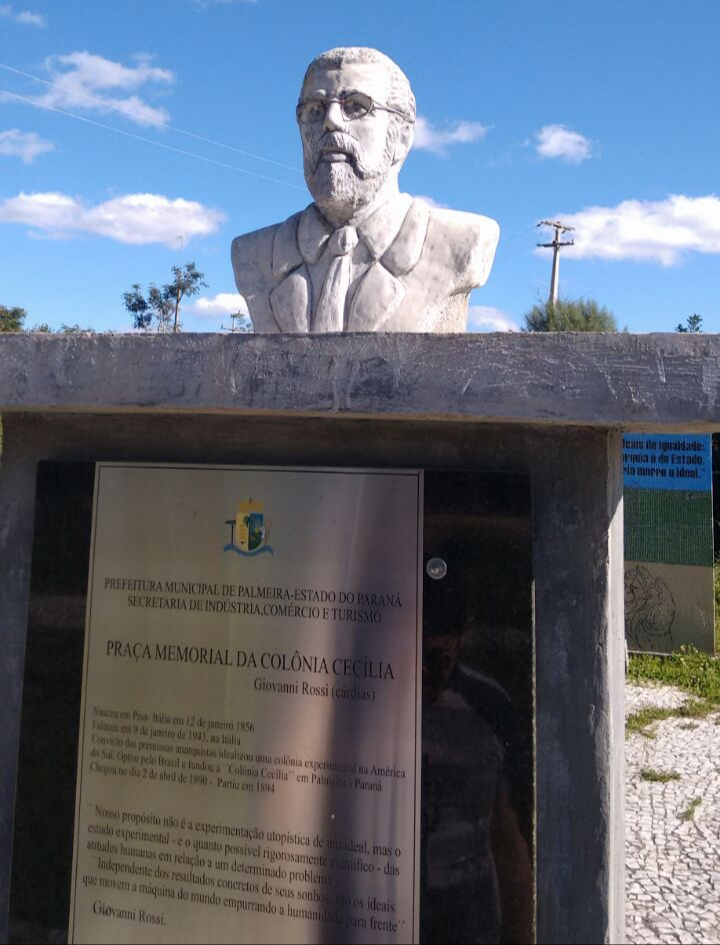
Busto de Giovanni Rossi no memorial da Colônia Cecília, em Palmeira, Paraná.

Esquecidas durante boa parte do século XX, as experiências comunitárias propostas por Giovanni Rossi vêm sendo resgatadas por anarquistas e historiadores nas últimas décadas. Diante do colapso do mundo do trabalho formal, da super-exploração laboral e da falência das estratégias propostas pela esquerda convencional, a constituição de comunidades libertárias fora dos meios urbanos retornam ao panorama de ação de muitos grupos anarquistas, alguns desses também por influência da proposta anarco-primitivista.
O surgimento de comunidades experimentais também faz parte da proposta de autores como Hakim Bey e Paul Goodman, que vêem esses espaços de ação e interação como capazes de impactar no imaginário e no cotidiano de um número cada vez maior de pessoas por meio da experiência em detrimento do discurso.

### A obra de Giovanni Rossi
- ROSSI, Giovanni (Cardias): Cecilia comunità anarchica sperimentale; un episódio d'amore nella colonia Cecilia; pref. Salvo Vaccaro. (Pisa: Bibl. Franco Serantini, 1993.
- ROSSI, Giovanni (Cardias): Colonia Cecilia: la vita in una comune. [Torino, 1978.] 98 p., ill.
- ROSSI, Giovanni (Cardias): Cittadella e Cecilia. Due esperimenti di colonia agrícola socialista.
- ROSSI, Giovanni (Cardias): Colônia Cecília e outras utopias. Estado do Paraná: Imprensa Oficial. 2000.

### Obras sobre Rossi e a Colônia Cecília
- Isabelle FELICI, La colonia Cecilia. Fra leggenda e realtà
- Mauro STAMPACCHIA, Due lettere inedite di Giovanni Rossi a Ruggero Grieconel settembre 1924. http://www.imprese.com/bfs/28rsa.html
- Un comune socialista, 1876, translated & edited, together with other articles and letters from Rossi & others, by Alfred Sanftleben under the title Utopie und Experiment, Zurich 1897.
- Unpublished handwritten manuscript of `Socialismo Pratico' by G. Rossi; one letter from G. Rossi to Alfred Sanftleben 1896; copy of printed preface to `Utopie und Experiment' by A. Sanftleben; some press clippings, in holdings of the International Institute of Social History.
- Stadler De Souza, O anarquismo da colônia Cecília (Rio de Janeiro, 1970).
- Rodrigues, Os anarquistas: trabalhadores italianos no Brasil (Sao Paolo, 1984), 60-90.
- Sheldon Maram, "The Immigrant and the Brazilian Labor Movement," in Dauril Alden and Warren Dean, ed., Essays Concerning the Socioeconomic History of Brazil and Portuguese India (Gainesville, 1977), 199-200.
- Michael Hall, "Immigration and the Early Sao Paulo Working Class," Jahrbuch von Staat, Wirtschaft und Gesellschaft Lateinamerikas 2 (1975): 393-407.
- John W.F. Dulles, Anarchists and Communists in Brazil, 1900-1935 (Austin, 1973).

## Filmografia
- 1975 - La Cecília dirigido por Jean-Louis Comolli.
- 1989 - Colônia Cecília minissérie dirigida por Hugo Barreto.
- 1994 - Pão Negro: Um Episódio da Colônia Cecília dirigido por Valêncio Xavier.